# Cryptopelta callista
Cryptopelta callista är en ormstjärneart som beskrevs av Hubert Lyman Clark 1938. Cryptopelta callista ingår i släktet Cryptopelta och familjen Ophiodermatidae. Inga underarter finns listade i Catalogue of Life.